# Маликс
Маликс (нем. Malix) — деревня и бывшая коммуна в Швейцарии, в кантоне Граубюнден.
Население составляет 692 человека (на 31 декабря 2006 года). Официальный код — 3912.
До 2009 года имела статус отдельной коммуны. 1 января 2010 года вошла в состав коммуны Курвальден. Входит в состав региона Плессур (до 2015 года входила в округ Плессур).